# Repomucenus olidus
Repomucenus olidus är en fiskart som först beskrevs av Günther, 1873.  Repomucenus olidus ingår i släktet Repomucenus och familjen sjökocksfiskar. Inga underarter finns listade i Catalogue of Life.